# Eridania Planitia
Eridania Planitia es una llanura situada al este de Hellas Planitia (cuadrángulo de Eridania, al este del cuadrángulo de Hellas), en las tierras altas del sur de Marte. Su nombre fue aprobado el 22 de septiembre de 2010; lleva el nombre de una de las características de albedo en Marte.